# Bröckau
Bröckau ist ein Ortsteil der Gemeinde Schnaudertal und liegt im äußersten Südosten des Burgenlandkreises in Sachsen-Anhalt an der Grenze zu Thüringen. Der Ort bildet gemeinsam mit seinem einstigen Ortsteil Hohenkirchen den Ortsteil Bröckau der Gemeinde Schnaudertal.

## Geografie

Lage von Bröckau im Burgenlandkreis

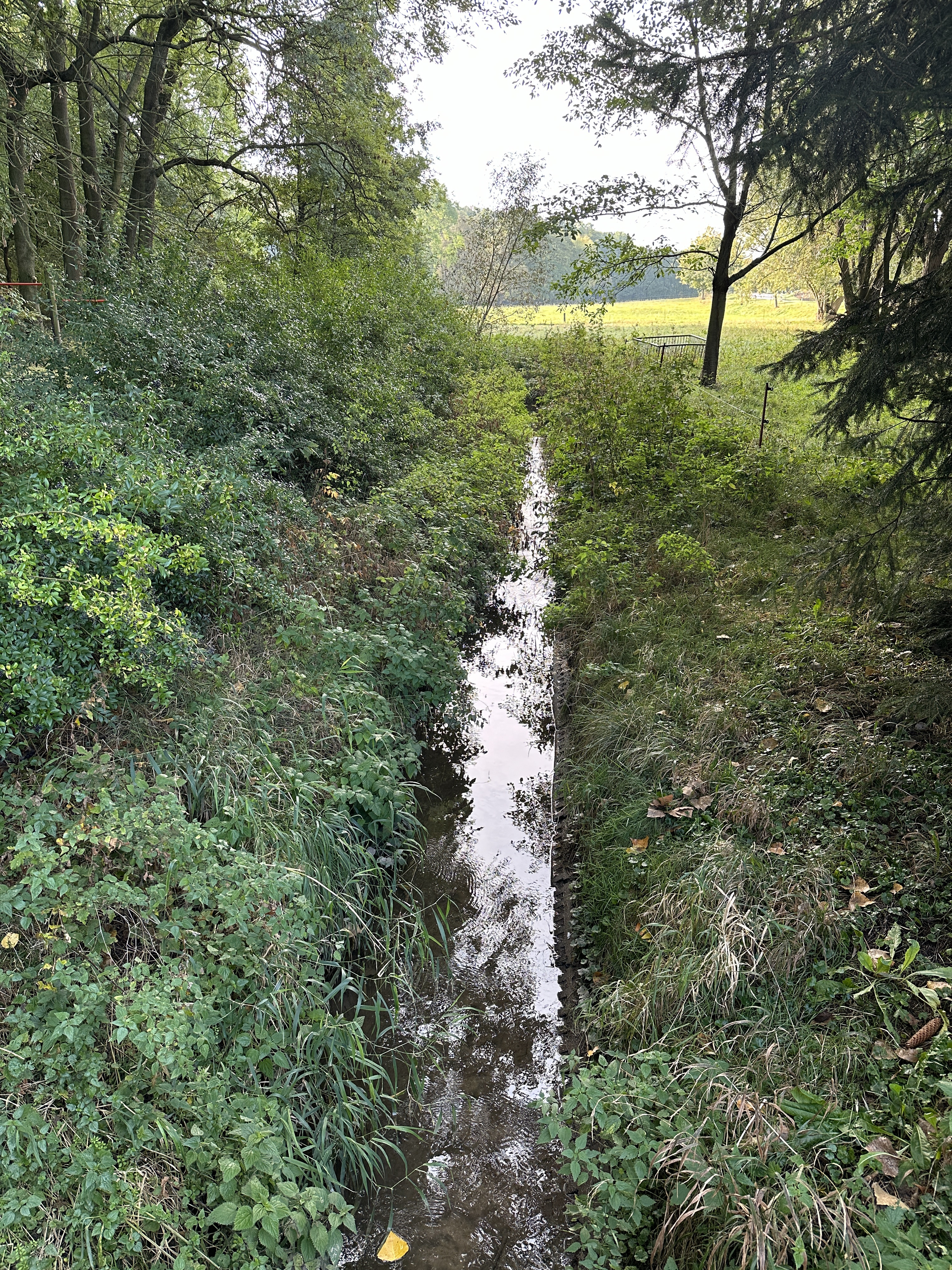
Die Große Schnauder am Südrand von Bröckau, Blick ortsauswärts

Das Gebiet des Ortsteils Bröckau liegt im südlichsten Zipfel des Burgenlandkreises südöstlich von Zeitz. Gleichzeitig bildet der Nachbarort Hohenkirchen den südlichsten Ort des Landes Sachsen-Anhalt. Der Ort grenzt im Westen, Osten und Süden an Thüringen (Landkreise Altenburger Land und Greiz). Durch den Ort fließt die Große Schnauder. Zum Ortsteil Bröckau der Gemeinde Schnaudertal gehören neben dem Hauptort Bröckau und dem eingemeindeten Hohenkirchen die zu Bröckau zählenden Orte Görnitz südöstlich von Bröckau ⊙ und Weißenborn nordöstlich von Bröckau. ⊙

## Geschichte

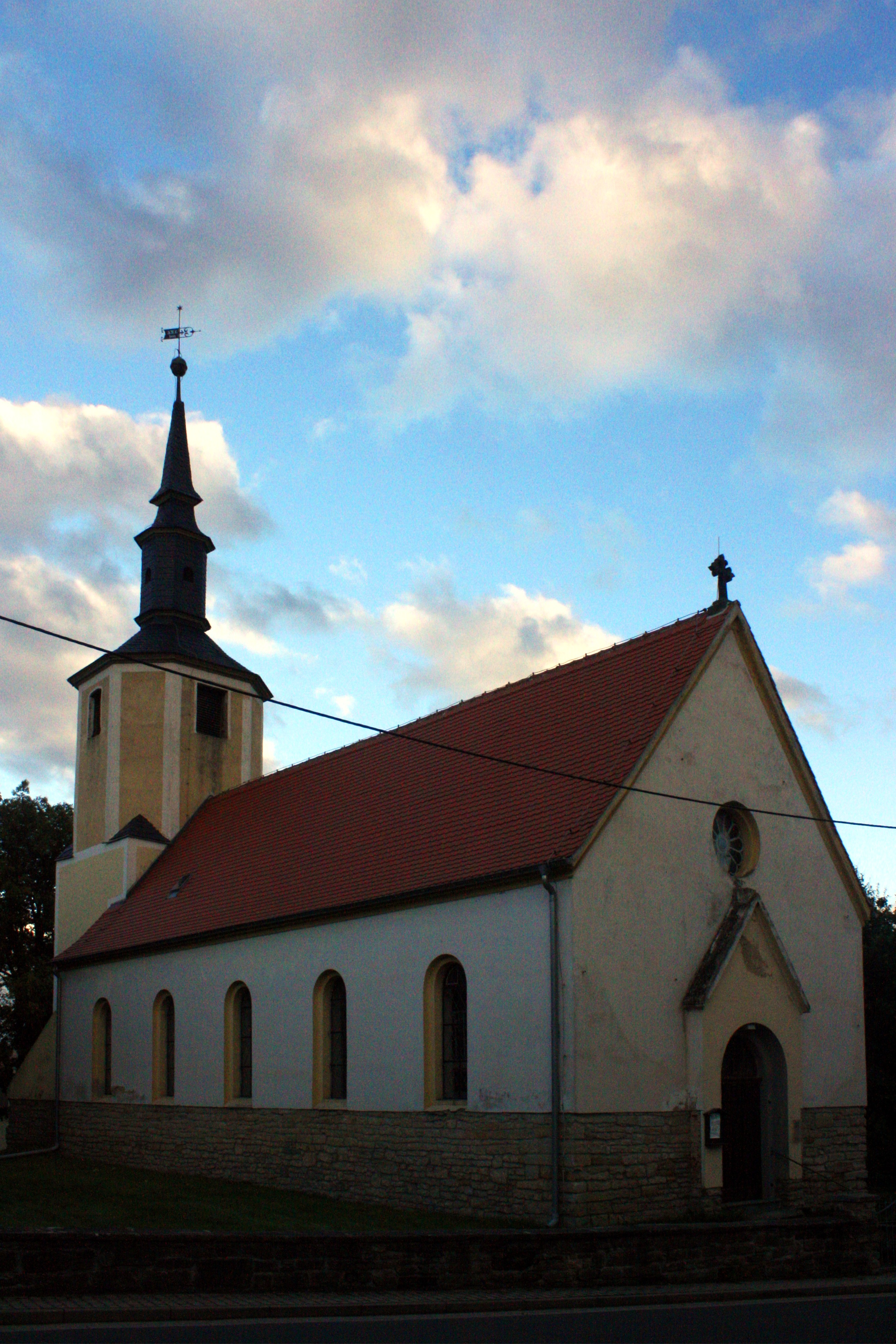
Kirche von Bröckau

Die ältesten urkundlichen Erwähnungen des Ortes stammen von 1196 (Brekouwe) und 1286 (Brockowe). Der Name stammt vom altsorbischen Brekov bzw. Brek für „Maulbeerbaum“.
Im Gegensatz zum Nachbarort Hohenkirchen, der eine Exklave des kursächsischen Amts Borna war, bildeten Bröckau und die Nachbarorte Görnitz und Weißenborn
bis 1815 die südlichsten Orte im Amt Zeitz, das als Teil des Hochstifts Naumburg-Zeitz seit 1561 unter kursächsischer Hoheit stand und zwischen 1656/57 und 1718 zum Sekundogenitur-Fürstentum Sachsen-Zeitz gehörte. Durch die Beschlüsse des Wiener Kongresses kamen die Orte im Jahr 1815 zu Preußen und 1816 zum neu gegründeten Landkreis Zeitz im Regierungsbezirk Merseburg der Provinz Sachsen. Nach der Auflösung der preußischen Provinz Sachsen (1815–1944) wurde am 1. Juli 1944 der Regierungsbezirk Merseburg zur Provinz Halle-Merseburg (1944–1945), zu dem nun auch Bröckau im Landkreis Zeitz mit seinen beiden Gemeindeteilen gehörte. Nach dem Zweiten Weltkrieg kam Bröckau zum Land Sachsen-Anhalt.
Am 1. Juli 1950 wurden Hohenkirchen und Braunshain nach Bröckau eingemeindet. Die Gemeinde Bröckau gehörte vom 25. Juli 1952 bis zum 31. Dezember 1955 zum Kreis Schmölln im Bezirk Leipzig, kam dann aber wieder zurück zum Kreis Zeitz im Bezirk Halle. Ortsteile der Gemeinde waren Bröckau, Görnitz, Hohenkirchen und Weißenborn. Der Ortsteil Braunshain verblieb bei der Umgliederung am 1. Januar 1956 beim Kreis Schmölln. Er wurde der Gemeinde Lumpzig angegliedert.
Die Gemeinde Bröckau gehörte seit 1990 zum Landkreis Zeitz im Land Sachsen-Anhalt, der 1994 im Burgenlandkreis aufging. Sie schloss sich am 1. Januar 2010 mit Wittgendorf zur Gemeinde Schnaudertal zusammen.

### Einwohnerentwicklung
Entwicklung der Einwohnerzahl (ab 1995 31. Dezember):
| - 1990 – 454 - 1995 – 465 - 2000 – 436 | - 2003 – 418 - 2007 – 383 |

(Datenquelle: Statistisches Landesamt Sachsen-Anhalt)